# جیمی بریتون
جیمی بریتون (انگلیسی: Jimmy Britton; ۲۷ مهٔ ۱۹۲۰ – دسامبر ۱۹۸۰) بازیکن فوتبال بود.